# Kunstleria geesinkii
Kunstleria geesinkii là một loài thực vật có hoa trong họ Đậu. Loài này được Ridd.-Num. & Kornet mô tả khoa học đầu tiên.